# Borisz Boriszovics Jegorov
Borisz Boriszovics Jegorov (orosz: Борис Борисович Егоров) (Moszkva, 1937. november 26. – Moszkva, 1994. szeptember 12.) szovjet űrhajós, az orvostudományok doktora.

## Életpálya
A moszkvai orvostudományi egyetem elvégzése után, 1961-től kutatóintézetben dolgozott, egyúttal repülőszakorvosi képesítést szerzett. 1964-ben az Orvosbiológiai Intézetbe került. Az intézmény az űrhajózás orvosi problémáival is foglalkozott, és a szovjet űrprogramnak orvos-űrhajósra is szüksége volt. 1964. május 26-tól űrhajós kiképzésben vett részt. Ő volt az első orvos a világűrben. Összesen 24 órát és 17 percet töltött a világűrben. Az űrutazás után az Egészségügyi Minisztériuma Orvosbiológiai Intézetének osztályvezetőjeként, majd a minisztériumhoz tartozó más intézetek igazgatójaként működött. 1964. október 14-én befejezte űrhajós küldetését.

## Űrrepülések
1964-ben a Voszhod–1 volt a szovjet űrprogram első többszemélyes űrrepülése, melyet a Voszhod űrhajóval hajtottak végre. A program résztvevői: Vlagyimir Mihajlovics Komarov tudós (parancsnok), Konsztantyin Petrovics Feoktyisztov tudományos munkatárs és Jegorov orvos.

## Kitüntetések
Kaluga és Clermont-Ferrand mellett 1971-től Debrecen díszpolgára. A Magyar Népköztársaság gyémántokkal ékesített Zászlórendjének tulajdonosa. A Szovjetunió Hőse, a Lenin-rend, A Munka Vörös Zászló Érdemrendje kitüntetéseknek és a Ciolkovszkij-aranyéremnek a birtokosa. Nevét viseli a 8450 Jegorov kisbolygó.